# Evelyn (film, 2002)
Pour plus de détails, voir Fiche technique et Distribution.
Evelyn est un drame irlandais réalisé par Bruce Beresford, sorti en 2002.

## Synopsis
Irlande, 1953. Desmond Doyle est un père de famille abandonné par sa femme, qui le laisse dans une situation précaire. L’État irlandais puritain lui retire la garde de ses trois jeunes enfants, placés dans une institution religieuse, prétextant qu'il est inapte à les élever seul et sans emploi. Épaulé par son amie Bernadette et un avocat, Doyle décide d'attaquer la loi pour récupérer ses enfants. 

## Fiche technique
- Titre original et français : Evelyn
- Réalisation : Bruce Beresford
- Scénario : Paul Pender
- Photographie : André Fleuren
- Montage : Humphrey Dixon
- Musique : Stephen Endelman
- Production : Pierce Brosnan, Michael Ohoven et Beau St. Clair
- Distribution : Pathé Distribution
- Pays d'origine : Irlande
- Langue originale : anglais
- Format : 2.35 : 1 • 35mm
- Genre : drame et historique
- Durée : 93 minutes
- Dates de sortie :
  -  États-Unis : 25 décembre 2002
  -  Royaume-Uni : 21 mars 2003
  -  France : 15 octobre 2003

## Distribution
- Pierce Brosnan (VF : Emmanuel Jacomy ; VQ : Daniel Picard) : Desmond Doyle
- Aidan Quinn (VQ : François L'Écuyer) : Nick Barron
- Julianna Margulies (VF : Julie Dumas ; VQ : Hélène Mondoux) : Bernadette Beattie
- Sophie Vavasseur (VQ : Catherine Brunet) : Evelyn Doyle
- Stephen Rea (VQ : Pierre Auger) : Michael
- John Lynch (VF : Nicolas Marié ; VQ : Sébastien Dhavernas) : Wolfe
- Alan Bates (VQ : Vincent Davy) : Tom Connolly
- Frank Kelly (VQ : Jean-Marie Moncelet) : Henry Doyle
- Bosco Hogan (en) : Père O'Malley
- Marian Quinn : Sœur Thérésa
- Niall Beagan : Dermot
- Hugh MacDonagh : Maurice
- Mairead Devlin : Charlotte Doyle
- Claire Mullan : Mrs. Daisley
- Alvaro Lucchesi : Inspecteur Logan